# Konotop
Konotop (ukrainska: Конотоп lyssna (fil)) är en stad i Sumy oblast i norra Ukraina. Staden ligger cirka 117 kilometer nordväst om Sumy. Konotop beräknades ha 83 543 invånare i januari 2022.

## Historia
Konotop omnämns första gången år 1634. Under åren 1654–1781 var det en befäst stad för Nizjynregementet. Den 8 juli 1659 besegrade hetman Ivan Vygovskij ryska trupper i slaget vid Konotop. År 1664 förstördes staden av polackerna. Staden utvecklades först sedan den blivit en knutpunkt på järnvägen Kiev–Voronezj och befolkningen ökade från 9 000 invånare år 1859 till 18 440 år 1897.

## Ekonomi, forskning och utbildning
Industrin i Konotop utgörs av maskinindustri och metallindustri. En elektromekanisk anläggning tillverkar automatiserad gruvutrustning. Andra industrigrenar är livsmedelsindustri, kolvfabrik, klädindustri, konstruktionsmaterialindustri, samt  service för järnvägen.
I Konotop finns flera utbildningsinstitutioner, bland annat ett design- och konstruktionsinstitut, samt en teknisk fakultet av Charkivs tekniska institut.

## Bildgalleri

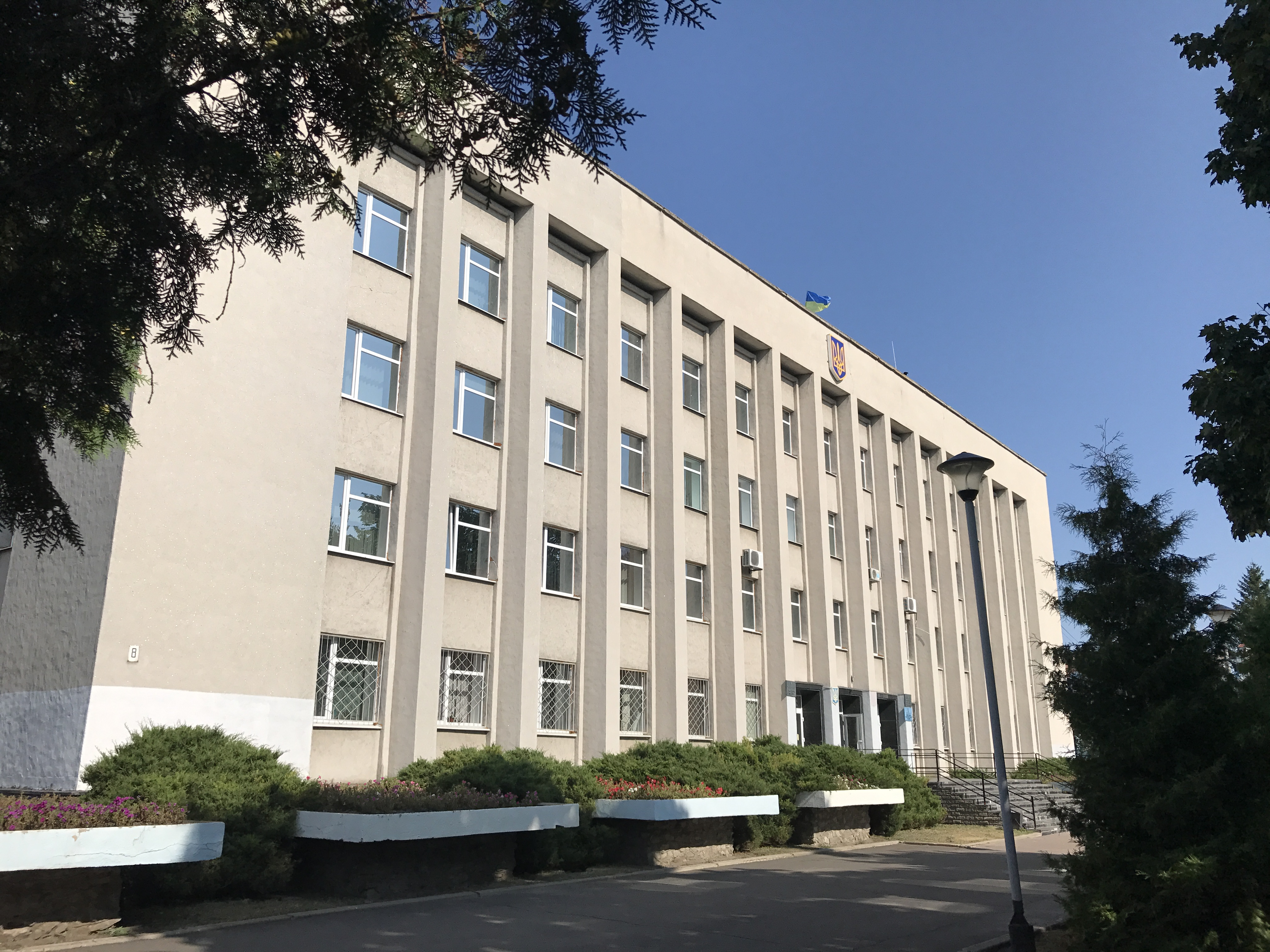
Stadshuset.
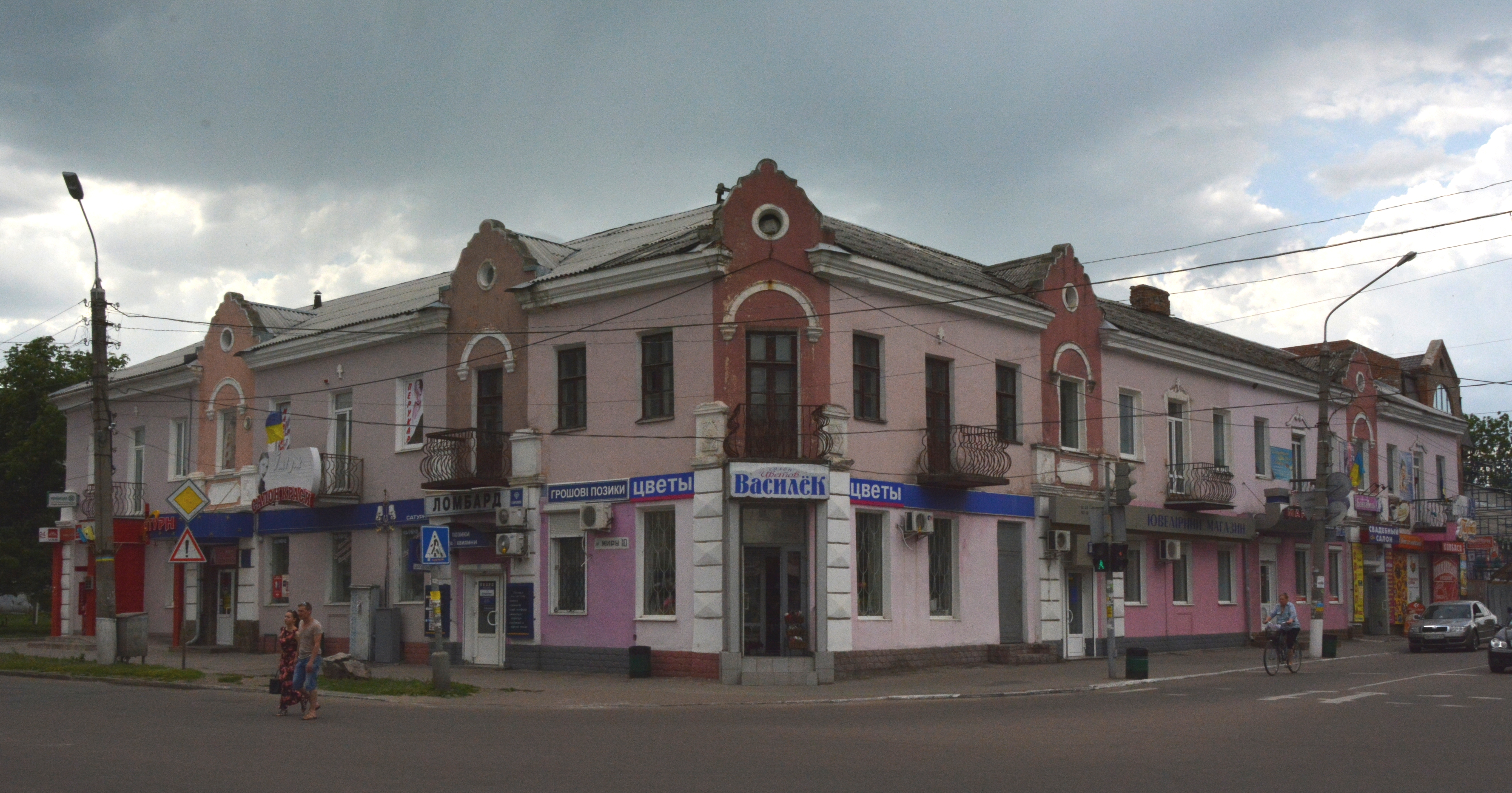
Gamla staden.
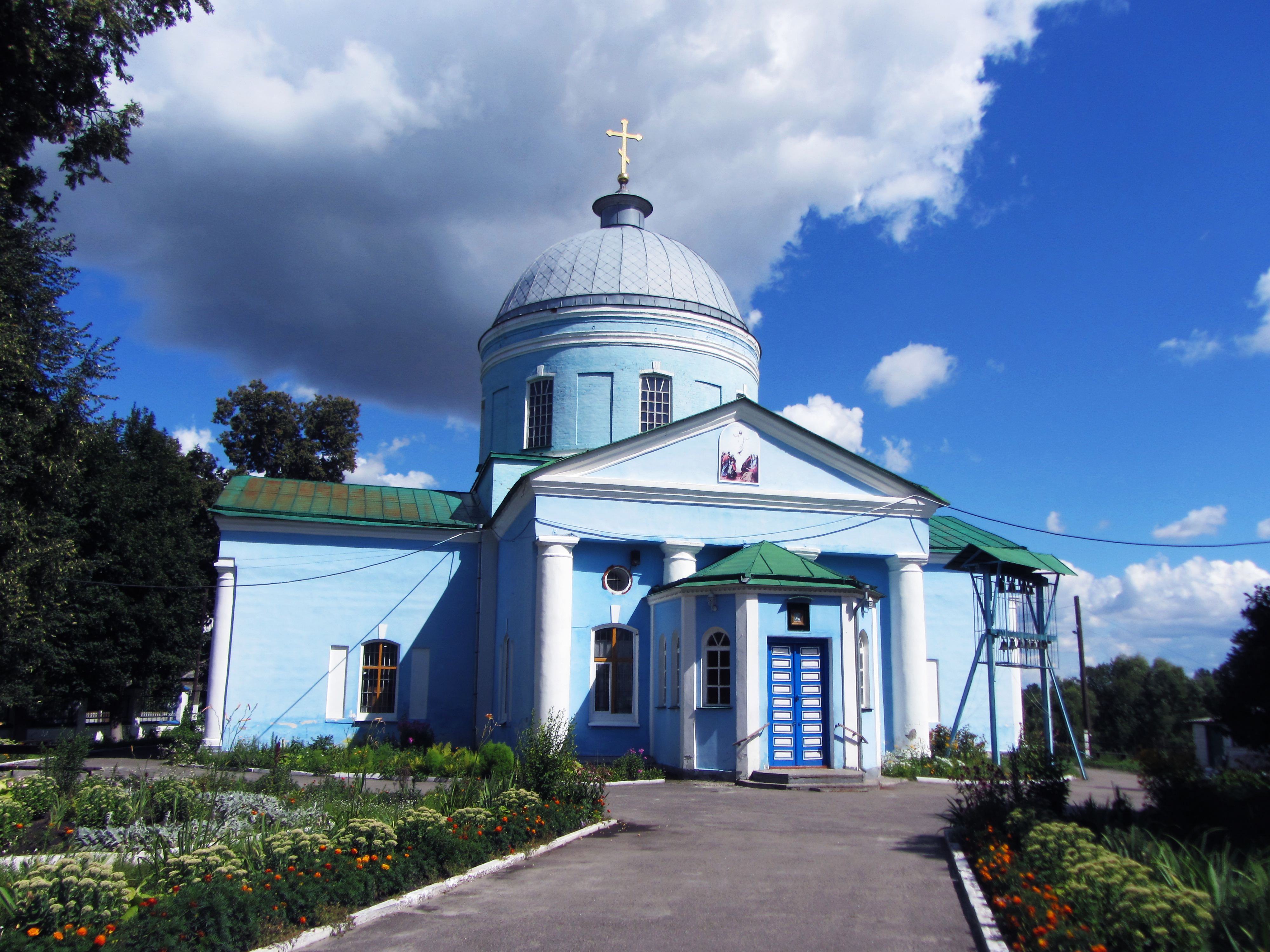
Himmelsfärdskyrkan.
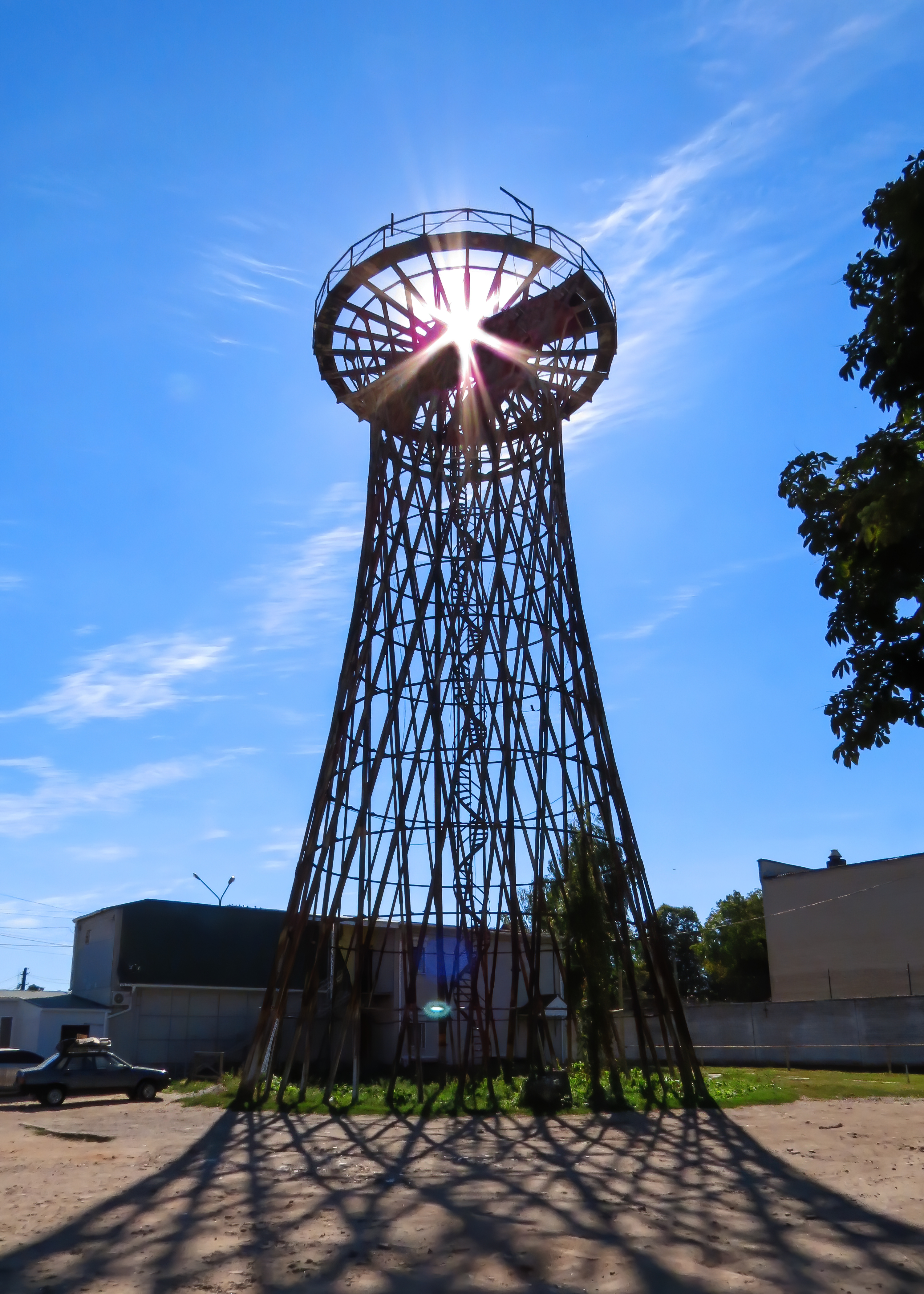
Shukhovtornet.